# 保利集団
中国保利集団公司（ちゅうごくほりしゅうだんこうし）は中国を拠点とする企業グループである。1993年2月に中華人民共和国国務院の承認のもと、保利科技有限公司を中心として設立された。国務院国有資産監督管理委員会の指導・監督下にある企業のひとつである。貿易、不動産を中核事業としながら、文化関連事業を開拓している。北京、上海、広州、深圳、武漢、長沙、天津、ハルビン、瀋陽、重慶、香港ほか各地において関連事業を有し、成功を収めている。

## 貿易事業
国際貿易事業は保利集団の中核事業である。2005年に中華人民共和国商務部が発表した中国の貿易業者上位500社のうちでも63位の位置を占めている保利科技は、軍事関連製品の貿易に注力する一方で、石炭採掘や鉄鉱石・原油探査などの資源事業への投資も積極的に行なっている。近年では、中国国際貿易促進委員会と共同して中国国際展覧中心への投資も行なっている。保利集団は、国務院国有資産監督管理委員会によって、軍事関連製品の貿易に従事できる唯一の企業として認定されている。
- 保利佐川物流有限公司 - SGホールディングスとの合弁事業。

## 不動産事業
不動産事業は貿易事業と並んで保利集団の主要事業である。これまでの数百億人民元の投資によって、1,300万平方メートルの開発と1500万平方メートルの用地取得が行われている。保利集団の不動産事業は、中国国内では保利房地産集団股份有限公司（SSE: 600048）が、また中国国外では保利（香港）投資有限公司（SEHK: 119）がそれぞれ担っている。

## 文化関連事業
文化関連事業は保利集団が近年特に注力をしている事業分野である。保利文化集団股份有限公司が中心となり、劇場公演、劇場管理、骨董品販売、芸術作品の競売、映画・テレビ番組の製作、映画配給、映画館管理などを行なっている。中華人民共和国文化部によって「文化産業におけるロール・モデル」として指定されている。

## 幹部陣
賀平：中国保利集団公司副董事長（副会長）、総経理（社長）、総参装備部少将（少将賀彪子息、鄧小平女婿）
姫軍：中国保利集団公司副董事長（副会長）（元国務院副総理姫鵬飛子息）
鄧榕：中国国際友好連絡会副会長、中日友好・和平・発展委員会副主席（鄧小平娘）
王小朝：中国保利集団公司董事（取締役）、副総経理（副社長）（元国家主席楊尚昆女婿）
葉選廉：解放軍総参（曽国荃子孫、中華人民共和国元帥葉剣英子息）

## 参照
- China Poly Group Corporation Annual Report 2005